# Мензис, Александер Уильям
Алекса́ндер Уи́льям Ме́нзис (англ. Alexander William Menzies; 25 ноября 1882, Блантайр, Южный Ланаркшир — 1964), более известный как Алекс Мензис — шотландский футболист, нападающий.

## Клубная карьера
Начал карьеру в шотландском клубе «Блантайр Виктория» в 1901 году. В декабре 1902 года перешёл в «Харт оф Мидлотиан». Сыграл за команду в двух матчах, после чего отправился в аренду в «Мотеруэлл». В августе 1904 года перешёл в клуб «Артурли», но уже в следующем году вернулся в «Хартс».
В ноябре 1906 года Мензис перешёл в английский клуб «Манчестер Юнайтед». Дебютировал в составе «Юнайтед» 19 ноября 1906 года в игре против «Шеффилд Уэнсдей» на «Хиллсборо», отметившись забитым мячом, однако «Юнайтед» проиграл в этом матче со счётом 5:2. Провёл в английском клубе сезон 1906/07 и первую половину сезона 1907/08. После подписания Джимми Тернбулла начал редко попадать в состав и в итоге был продан в «Лутон Таун». Всего сыграл за «Манчестер Юнайтед» в 25 матчах и забил 4 гола.
Впоследствии выступал за «Данди», «Гамильтон Академикал» и «Порт Глазго Атлетик», после чего завершил карьеру в клубе «Дамбартон».

## Карьера в сборной
7 апреля 1906 года провёл свой единственный матч за национальную сборную Шотландии, в котором шотландцы на «Хэмпден Парк» обыграли англичан со счётом 2:1.

## Достижения
«Харт оф Мидлотиан»
- Обладатель Кубка Шотландии: 1906

«Манчестер Юнайтед»
- Чемпион Первого дивизиона: 1907/08